# Тривиљано
Тривиљано (итал. Trivigliano) је насеље у Италији у округу Фрозиноне, региону Лацио.
Према процени из 2011. у насељу је живело 254 становника. Насеље се налази на надморској висини од 758 м.

## Становништво
Према резултатима пописа становништва 2011. у општини је живело 1.693 становника.
| 1931. | 1936. | 1951. | 1961. | 1971. | 1981. | 1991. | 2001. | 2011. |
| ----- | ----- | ----- | ----- | ----- | ----- | ----- | ----- | ----- |
| 1.209 | 1.257 | 1.354 | 1.272 | 1.159 | 1.258 | 1.349 | 1.430 | 1.693 |